# Абитиби (река)
Абити́би (англ. Abitibi River, фр. Rivière Abitibi) — река на северо-востоке канадской провинции Онтарио.
Протекает на северо-запад из озера Абитиби, впадая в реку Мус, которая, в свою очередь, впадает в залив Джеймс. Длина — 547 км, перепад высот — 265 метров. Площадь водосборного бассейна — 29500 км².

## Название
Название (дословно — «Вода на полпути»: abitah — середина, nipi — вода) заимствовано французскими поселенцами из америндских языков и изначально относилось к племени индейцев-алгонкинов, живущему рядом с одноимённым озером между факториями на Гудзоновом заливе и на реке Оттава.

## Экономическое значение
В прошлом была важным торговым путём для вывоза пушнины Компанией Гудзонова залива, играла роль в деревообрабатывающей промышленности, сосредоточенной в городке Ирокуой-Фолз.
На реке расположена построенная в 1930-х годах гидроэлектростанция Abitibi Canyon Generating Station. В регионе развит туризм и золотодобыча.

## В культуре
Геодезические работы для строительства гидроэлектростанции в данном районе послужили сюжетом для песни Уэйда Хемсворта The Blackfly Song, одного из наиболее известных образцов канадской фолк-музыки.

## Притоки
- Литл-Абитиби[англ.] (англ. Little Abitibi River[8]);
- Фредерик-Хаус[англ.] (англ. Frederick House River[8]);
- Блэк-Ривер[англ.] (англ. Black River[8]).